# MTV Europe Music Awards 2021
Les MTV Europe Music Awards 2021, dont il s'agit de la vingt-huitième édition, se sont déroulés le 14 novembre 2021 au MVM Dome de Budapest. La cérémonie a été présentée par la rappeuse américaine Saweetie.

## Prix internationaux

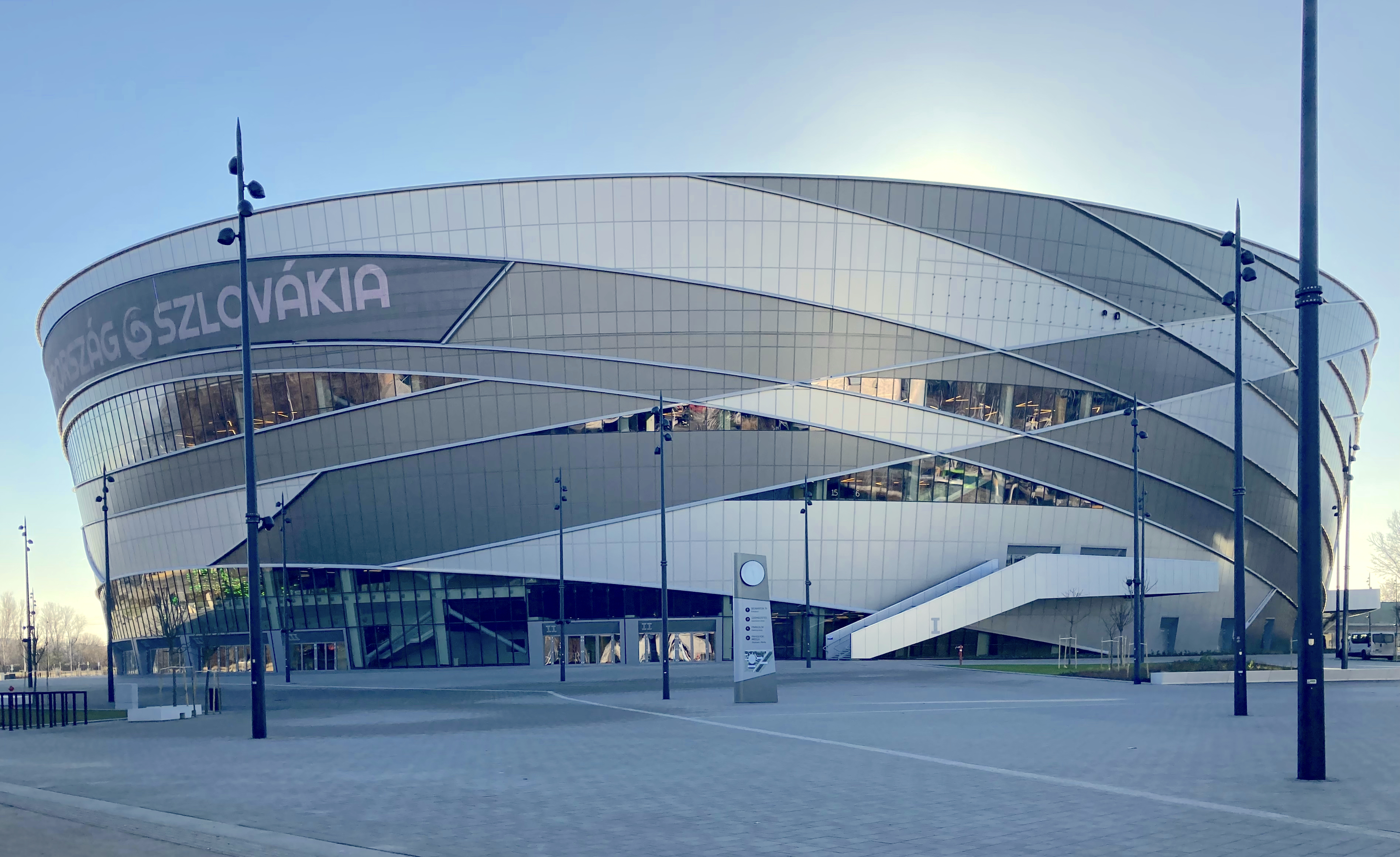
MVM Dome : lieu de la cérémonie.

Les vainqueurs sont en gras.

### Meilleure chanson
- Doja Cat (feat.  SZA) — Kiss Me More
- Ed Sheeran — Bad Habits
- Justin Bieber (feat.  Daniel Caesar,  Giveon) — Peaches
- Lil Nas X — Montero (Call Me By Your Name)
- Olivia Rodrigo — Drivers License
- The Kid Laroi (feat.  Justin Bieber) — Stay

### Meilleur artiste
- Doja Cat
- Ed Sheeran
- Justin Bieber
- Lady Gaga
- Lil Nas X
- The Weeknd

### Meilleure collaboration
- The Black Eyed Peas (feat  Shakira) — Girl Like Me
- Bruno Mars (feat.  Anderson .Paak,  Silk Sonic) — Leave the Door Open
- Doja Cat (feat.  SZA) — Kiss Me More
- Lil Nas X (feat.  Jack Harlow) — Industry Baby
- The Kid Laroi (feat.  Justin Bieber) — Stay
- The Weeknd (feat.  Ariana Grande) — Save Your Tears (Remix)

### Révélation 2021
- Giveon
- Olivia Rodrigo
- Rauw Alejandro
- Saweetie
- The Kid Laroi

### Meilleur clip
- Doja Cat (feat.  SZA) — Kiss Me More
- Ed Sheeran — Bad Habits
- Justin Bieber (feat.  Daniel Caesar,  Giveon) — Peaches
- Lil Nas X — Montero (Call Me By Your Name)
- Normani (feat.  Cardi B) — Wild Side
- Taylor Swift — Willow

### Meilleur clip engagé
- Billie Eilish — Your Power
- Demi Lovato — Dancing With The Devil
- Girl in Red — Serotonin
- H.E.R. — Fight For You
- Harry Styles — Treat People With Kindness
- Lil Nas X — Montero (Call Me by Your Name)

### Meilleur artiste pop
- BTS
- Doja Cat
- Dua Lipa
- Ed Sheeran
- Justin Bieber
- Olivia Rodrigo

### Meilleur artiste latino
- Bad Bunny
- J. Balvin
- Maluma
- Rauw Alejandro
- Rosalía
- Shakira

### Meilleur artiste hip-hop
- Cardi B
- DJ Khaled
- Drake
- Kanye West
- Megan Thee Stallion
- /  Nicki Minaj

### Meilleur artiste électro
- Calvin Harris
- David Guetta
- Joel Corry
- Marshmello
- Skrillex
- Swedish House Mafia

### Meilleur artiste alternatif
- Halsey
- Lorde
- Machine Gun Kelly
- Twenty One Pilots
- Willow
- Yungblud

### Meilleur groupe
- BTS
- Imagine Dragons
- Jonas Brothers
- Little Mix
- Måneskin
- Silk Sonic

### Meilleur groupe de rock
- Coldplay
- Foo Fighters
- Imagine Dragons
- Kings Of Leon
- Måneskin
- The Killers

### Meilleur groupe de K-pop
- BTS
- LiSA
- Monsta X
- NCT 127
- /  ROSÉ
- TWICE

### Meilleure fan base
- Ariana Grande
- Blackpink
- BTS
- Justin Bieber
- Lady Gaga
- Taylor Swift

### Meilleur artiste MTV PUSH
- 24KGoldn
- Fousheé
- Girl in Red
- Griff
- JC Stewart
- Jxdn
- Latto
- Madison Beer
- Olivia Rodrigo
- Remi Wolf
- Saint Jhn
- The Kid Laroi

## Prix régionaux
Les vainqueurs sont en gras.

### Europe

#### Meilleur artiste allemand
- Badmómzjay

#### Meilleur artiste britannique et irlandais
- Little Mix

#### Meilleur artiste espagnol
- Aitana

#### Meilleur artiste français
- Amel Bent

#### Meilleur artiste hongrois
- Azahriah

#### Meilleur artiste italien
- Aka 7even

#### Meilleur artiste israélien
- Noa Kirel

#### Meilleur artiste polonais
- Daria Zawialow

#### Meilleur artiste portugais
- Diogo Piçarra

#### Meilleur artiste russe
- Max Barskih

#### Meilleur artiste scandinave
- Tessa

#### Meilleur artiste suisse
- Gjon's Tears

### Afrique

#### Meilleur artiste africain
- Wizkid

### Asie

#### Meilleur artiste d'Asie du Sud-Est
- JJ Lin

#### Meilleur artiste coréen
- Aespa

#### Meilleur artiste indien
- DIVINE

#### Meilleur artiste japonais
- Sakurazaka46

### Australie et Nouvelle-Zélande

#### Meilleur artiste australien
- Ruel

#### Meilleur artiste néo-zélandais
- Teeks

### Amérique

#### Meilleur artiste américain
- Taylor Swift

#### Meilleur artiste brésilien
- Manu Gavassi

#### Meilleur artiste canadien
- Johnny Orlando

#### Meilleur artiste caribéen
- Bad Bunny

#### Meilleur artiste du Nord de l'Amérique latine
- Alemán

#### Meilleur artiste du Centre de l'Amérique latine
- Sebastian Yatra

#### Meilleur artiste du Sud de l'Amérique latine
- Tini